# バビロン捕囚

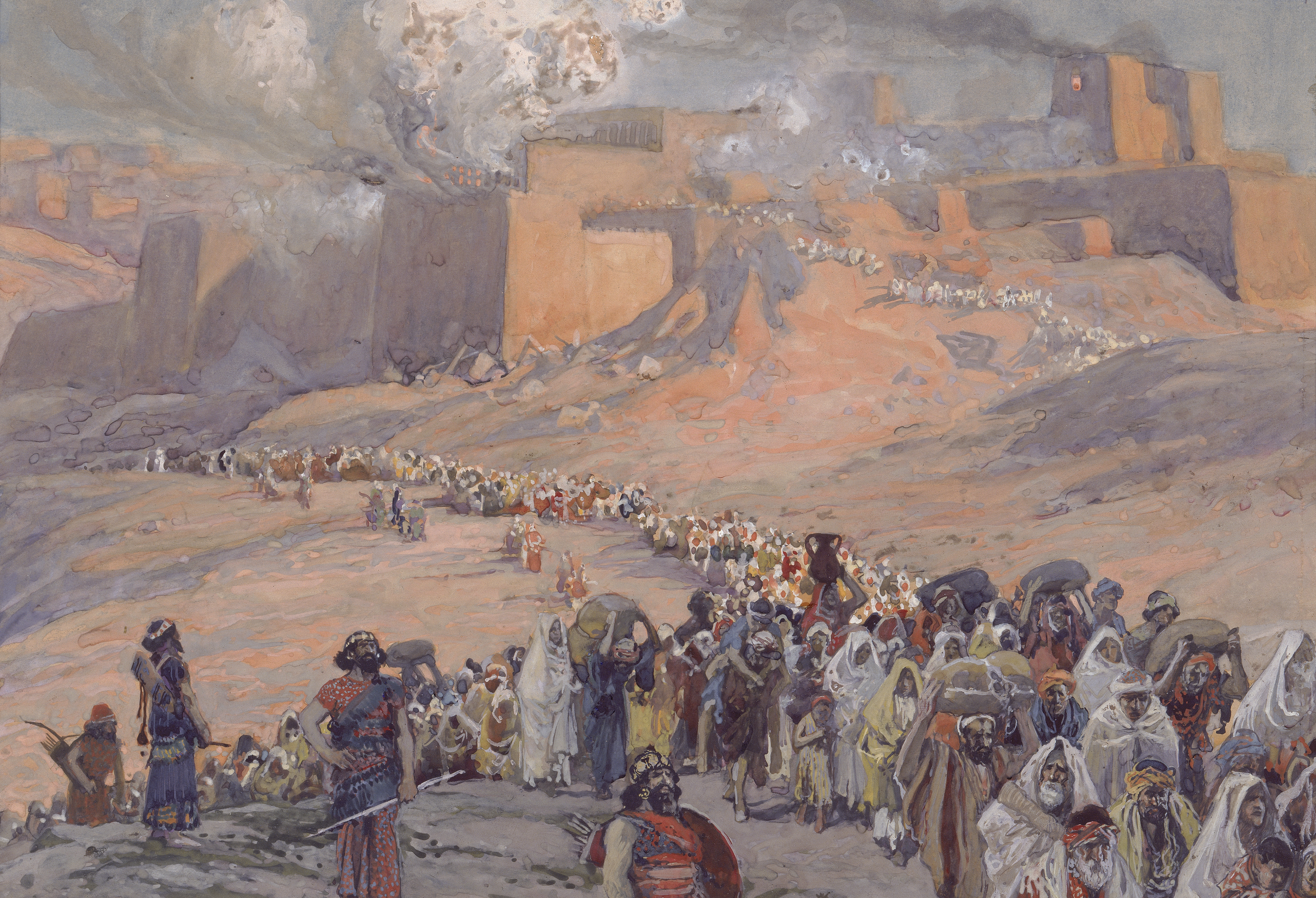
バビロン捕囚

バビロン捕囚（バビロンほしゅう、Babylonian captivity）は、新バビロニアの王ネブカドネザル2世により、ユダ王国のユダヤ人たちがバビロンを始めとしたバビロニア地方へ捕虜として連行され、移住させられた事件を指す。バビロン幽囚、バビロンの幽囚ともいう。

## 概要
ネブカドネザルはユダ王国（南王国）の首都エルサレムを攻略した。ラキシュやアゼカを含め、ユダの他の都市も征服した。ネブカドネザルは、生き残った人々の大半をバビロンに強制移住させ、人々は捕囚にされる。
最初の捕囚は紀元前597年に、その後、紀元前587年または586年、紀元前582年または581年、最後の捕囚は紀元前578年に、行われたとされる。
流刑の後、ユダヤ人はアケメネス朝ペルシャの初代の王キュロス2世のキュロスの勅命（紀元前538年）によって解放され、故国に戻ってエルサレムで神殿を建て直すことを許される。

## ユダの捕囚民
ユダの捕囚民の大部はバビロニアにあるニップル市そばの灌漑用運河であるケバル川沿いに移住させられた（『エゼキエル書』による）。この地域はかつてアッシリア人の要塞があったが、新バビロニア勃興時の戦いによって荒廃しており、ユダヤ人の移住先にここが選ばれたのは減少した人口を補うためであったと考えられる。一方で職人など熟練労働者はバビロン市に移住させられ主としてネブカドネザル2世が熱心に行っていた建設事業に従事することになった。
『エゼキエル書』などの記録から、当初ユダの捕囚民達はこのバビロニアへの強制移住は一時的なものであり、間をおかず新バビロニアは滅亡して故国へ帰還できるという楽観論を持っていたといわれている。これに対しエレミヤとエゼキエルはエルサレム神殿の破滅が近いことを預言し、繰り返し警告を与えたが「救いの預言者」と呼ばれた人々は楽観論を吹聴してまわり、捕囚民達は滅びの預言に耳を傾けることはなかった。しかし、紀元前586年にエルサレム神殿が破壊されると、ユダの捕囚民に広がっていた楽観論は粉砕された。

## ユダヤ人とバビロニア文化
すぐに故国に帰れるというユダヤ人の希望は幻と消え、長期に渡ってバビロニアに居住することになったユダヤ人は現地の文化の著しい影響を受けた。1、2世代を経るうちに、捕囚民の中にはバビロニア風の名前を持つ者が数多く現れた。エホヤキン王の孫ゼルバベル（「バビロンの種」の意）の例に見られる如く王族の間ですらその傾向は顕著であった。
また月名にバビロニア月名が採用された。旧来のユダヤ月名は「第一月」「第二月」のように番号でもって呼称されていたが、これが「ニサン月（第一月）」「イヤル月（第二月）」のようにバビロニア名でもって呼ばれるようになった。
そして文字文化にも大きな影響が齎された。旧来の古代ヘブル文字に変わってアラム文字草書体が使用されるようになり、文学にもバビロニア文学の影響が見られるようになった。
一方でバビロンのユダヤ人たちは、バビロニアの圧倒的な社会や宗教に囲まれる葛藤の中で、それまでの民族の歩みや民族の宗教の在り方を徹底的に再考させられることになった。宗教的な繋がりを強め、失ったエルサレムの町と神殿の代わりに律法を心のよりどころとするようになり、神殿宗教であるだけではなく律法を重んじる宗教としてのユダヤ教を確立することになった。また、この時期に神ヤハウェの再理解が行われ、神ヤハウェはユダヤ民族の神であるだけでなくこの世界を創造した神であり唯一神である、と理解されるようになった。バビロニアの神話に対抗するため、旧約聖書の天地創造などの物語も、旧約聖書学で「第2イザヤ」「祭司記者」などと呼ばれている宗教者たちにより記述されていった。後のローマ帝国以降のディアスポラの中でも失われなかったイスラエル民族のアイデンティティはこうしてバビロン捕囚をきっかけとして確立されている。

## オリエントの強制移住
古代オリエント社会においては、反乱の防止や職人の確保、労働力の確保を目的として強制移住が行われることは頻繁に見られるものであり、ユダヤ人のバビロン捕囚も基本的にこれと変わるものではない。紀元前592年に捕囚民に対して与えられた食料の供給リストがバビロンから出土しているが、このリストにはユダ王エホヤキンやユダヤ人ガディエル、セマフヤフ、シェレミヤフなどの名前とともにツロ人、ビュブロスの大工、エラム人、メディア人、ペルシア人、エジプト人、ギリシア人などの名が上げられており、広範な地域から人間が集められた事がわかる。
ユダヤ人のバビロン捕囚はこういった強制移住政策について今日最も詳細に記録が残されたものとして重要性を持つ。

## バビロン捕囚の終焉
西暦前537年の初めごろ、ペルシャの王キュロス2世は、捕らわれていた者たちがエルサレムに帰還して神殿を再建することを許す布告を出した。総督ゼルバベルと大祭司エシュアに導かれた、4万2,360人の「流刑囚の子ら」に加えて、7,537人の奴隷や歌うたいたちが約4か月の旅をした。アイザック・リーサー訳の聖書の第6版の脚注は、その人数が婦女子を含めて約20万人に達したことを示唆している。彼らは秋の第7の月までに自分たちの都市に定住した。